# Gesamteinkommen (Sozialrecht)
Das Gesamteinkommen ist ein Begriff aus dem deutschen Sozialrecht. Es ist in § 16 SGB IV definiert.
Das Gesamteinkommen besteht hiernach aus der Summe der Einkünfte der Person im Sinne des deutschen Steuerrechts. Dies hat zur Folge, dass steuerfreie Bezüge nicht zum Gesamteinkommen hinzuzuzählen sind. Ebenso sind  Werbungskosten bei nichtselbständiger Arbeit bzw. die Betriebsausgaben bei selbständiger Arbeit abzuziehen.
Da von der Verordnungsermächtigung nach § 17 Abs. 1 Satz 1 Punkt 3 SGB IV bisher kein Gebrauch gemacht wurde, sind Einkünfte grundsätzlich zum Zeitpunkt des Zuflusses zu berücksichtigen. Es gibt keine Rechtsgrundlage dafür, einmalige Einkünfte auf die nachfolgenden Jahre oder Monate aufzuteilen.
Das Gesamteinkommen ist vor allem zur Bestimmung der Einkommensgrenze bei der Familienversicherung in der gesetzlichen Krankenversicherung wichtig, findet aber auch Verwendung zur Feststellung der Unterhaltspflicht von Verwandten eines Beziehers von Grundsicherung im Alter und bei Erwerbsminderung.